# Ratusz Mułowy

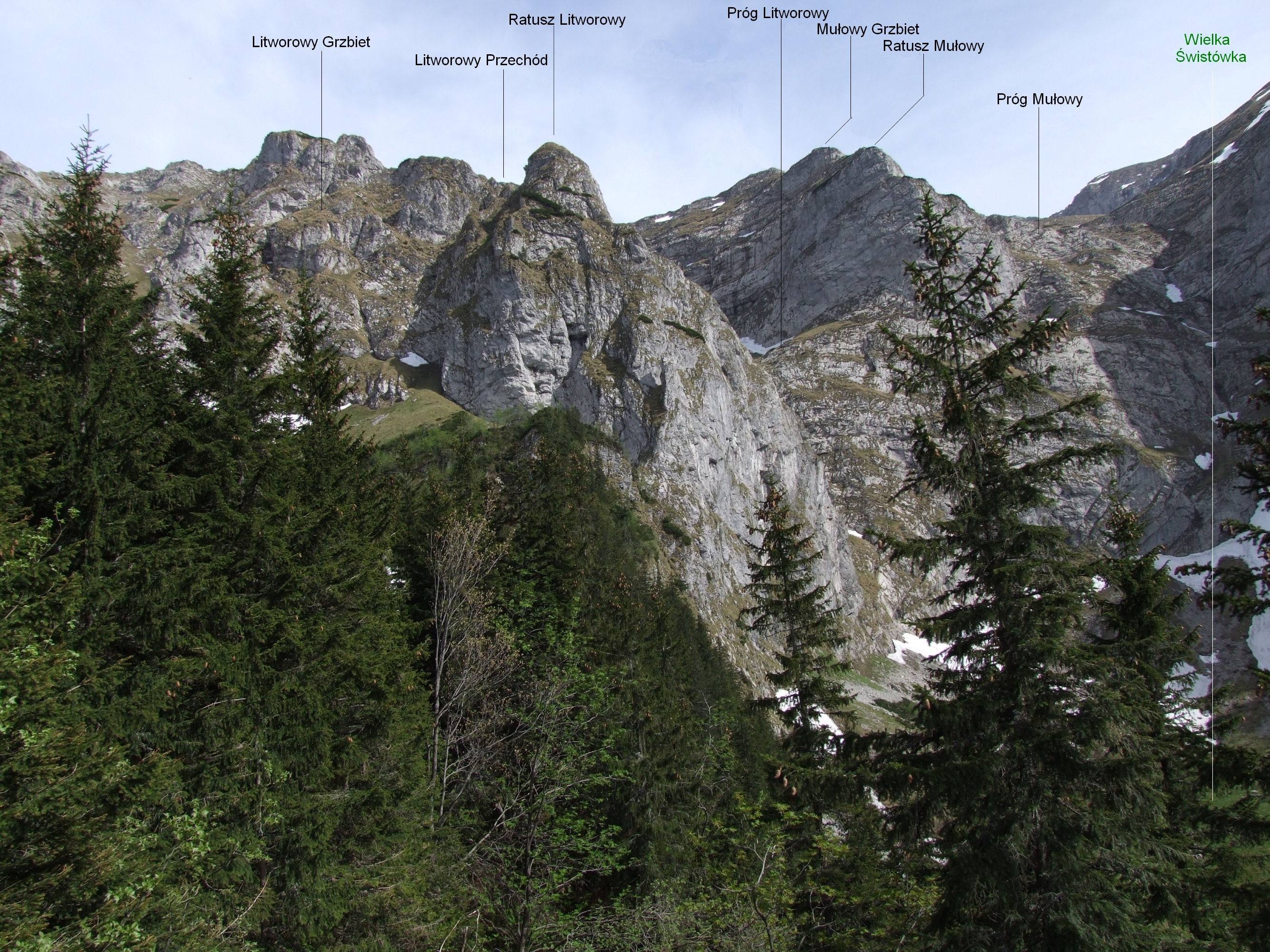
Widok od północno-wschodniej strony

Ratusz Mułowy – skalne urwisko wznoszące się od południa nad Wielką Świstówką w polskich Tatrach Zachodnich. Ma wysokość 1790 m n.p.m. i oglądane z dołu wygląda jak turnia rozdzielająca wyloty Doliny Litworowej i Doliny Mułowej. Od wschodniej strony Ratusz Mułowy opada ścianą do Litworowego Progu, od zachodniej bardziej łagodnym stokiem do wyżej położonego Mułowego Progu. W górę powyżej Ratusza Mułowego ciągnie się jeszcze do Machajowej Czuby Mułowy Grzbiet z dwoma uskokami. Od Ratusza Mułowego oddzielony jest przełączką wcinającą się w grań zaledwie na kilkadziesiąt centymetrów. Około 20 m poniżej tej przełączki w Ratuszu Mułowym znajduje się porośnięty trawą i kosodrzewiną niewielki taras, na który łatwo można zejść z wierzchołka, obchodząc grzbiet nad Doliną Mułową.
Od Machajowej Czuby Ratusz Mułowy jest łatwo dostępny. Natomiast do Wielkiej Świstówki obrywa się niemal pionową ścianą o wysokości około 300 m. Ściana ta tworzy jedną całość ze ścianą Litworowego Progu i Mułowego Progu. Pierwsze drogi wspinaczkowe wytyczyli w niej nie taternicy, lecz grotołazi penetrujący znajdujące się w niej jaskinie. Dojście do otworów wlotowych wszystkich tych jaskiń wymaga trudnej wspinaczki. Są to m.in. jaskinie: Ptasia Studnia, Jaskinia Lodowa Litworowa, Jaskinia nad Dachem, Jaskinia pod Dachem, Jaskinia przy Progu Mułowym, Szczelina nad Ptasią, Jaskinia nad Lodową Litworową. Po wielu latach badania tych jaskiń okazało się, że trzy pierwsze z nich połączone są w jeden system jaskiniowy.